# Romans (Deux-Sèvres)
Romans é uma comuna francesa na região administrativa da Nova Aquitânia, no departamento de Deux-Sèvres. Estende-se por uma área de 11,42 km². Em 2010 a comuna tinha 724 habitantes (densidade: 63,4 hab./km²).